# Haplostoma
Haplostoma – rodzaj widłonogów z rodziny Botryllophilidae. Nazwa naukowa tego rodzaju skorupiaków została opublikowana w 1924 roku przez zespół: E. Chatton i H. Harant.

## Podział systematyczny
Do rodzaju należą następujące gatunki:

- Haplostoma affinis (Scott T., 1906)
- Haplostoma alba (Hesse, 1868)
- Haplostoma albicatum Ooishi & Illg, 1977
- Haplostoma ambiguum Ooishi & Illg, 1977
- Haplostoma banyulensis (Brément, 1909)
- Haplostoma bispinosum Ooishi, 2009
- Haplostoma brevicauda (Canu, 1886)
- Haplostoma canui Chatton & Harant, 1924
- Haplostoma dentatum Ooishi & Illg, 1977
- Haplostoma depressum Kim I.H. & Boxshall, 2021
- Haplostoma dudleyae Ooishi, 1998
- Haplostoma elegans Ooishi & Illg, 1977
- Haplostoma elongatum Ooishi, 2009
- Haplostoma eruca (Norman, 1869)
- Haplostoma fusiforme Kim I.H. & Boxshall, 2021
- Haplostoma gibberum (Schellenberg, 1922)
- Haplostoma gracile Kim I.H. & Boxshall, 2021
- Haplostoma humesi Ooishi, 1995
- Haplostoma junctum Ooishi, 2009
- Haplostoma kimi Seo & Lee, 2001
- Haplostoma laticaudatum Kim I.H. & Boxshall, 2021
- Haplostoma madagascarensis Ooishi, 2009
- Haplostoma mammiferum Kim I.H. & Boxshall, 2021
- Haplostoma manadoense Kim I.H. & Boxshall, 2021
- Haplostoma minutum Ooishi & Illg, 1977
- Haplostoma mizoulei Monniot C., 1962
- Haplostoma pingue Kim I.H. & Boxshall, 2021
- Haplostoma pygmaeum Kim I.H. & Boxshall, 2021
- Haplostoma rectangulatum Kim I.H. & Boxshall, 2021
- Haplostoma setiferum Ooishi & Illg, 1977
- Haplostoma simplex Kim I.H. & Boxshall, 2021
- Haplostoma symbioticum Kim I.H. & Boxshall, 2021
- Haplostoma vanuatuense Kim I.H. & Boxshall, 2021

Dwa przypisywane do tego rodzaju gatunki mają status niepewny (taxon inquirendum): 
- Haplostoma flava (Hesse, 1865)
- Haplostoma viridis (Hesse, 1865)